# Abroma
Abroma é um género de planta com flor pertencente à família Malvaceae. 
A autoridade científica da espécie é Jacq., tendo sido publicada em Hortus Botanicus Vindobonensis 3: 3. 1776.
Trata-se de um género aceite pelo sistema de classificação filogenético Angiosperm Phylogeny Website

## Espécies
Segundo a base de dados The Plant List tem 18 espécies descritas das quais 1 é aceite:
- Abroma augusta (L.) L.f.